# Tricyphona (Tricyphona) arisana
Tricyphona (Tricyphona) arisana is een tweevleugelige uit de familie Pediciidae. De soort komt voor in het Oriëntaals gebied.